# Убакиви, Роман Романович
Роман Романович Убакиви (24 марта 1945, Таллин, Эстонская ССР, СССР) — советский футболист, футбольный тренер.

## Спортивная карьера
В качестве игрока несколько лет провел в команде «Динамо» (Таллин), которая выступала в классе «Б» советского первенства. Затем Убакиви в течение нескольких лет играл на первенство республики. В 1973 году футболист выигрывал чемпионат Эстонской ССР.
После завершения спортивной карьеры Убакиви стал тренером. В 1980-е гг. вместе с Олевом Реймом в Эстонии открыл футбольную школу. Её создание послужило толчком развития футбола в республике. Некоторое время он работал со сборной Эстонской ССР. В 1989 году специалист возглавлял таллинский «Спорт».
После выхода Эстонии из состава СССР, он продолжил свою деятельность. Тренер дважды приводил «Флору» к победе в чемпионате страны. В 1994—1995 гг. Роман Убакиви был главным тренером сборной Эстонии. Под его руководством эстонцы провели 10 официальных игр и во всех из них потерпели поражения с общей разницей мячей 3:31. В мае 1995 года ушёл в отставку, но после того как заменявший его Ааво Сарап проиграл два матча на Кубке Балтии, вернулся на пост главного тренера и работал до конца 1995 года.

## Политическая деятельность
Пытался делать политическую карьеру в рядах Партии национальной независимости Эстонии. От неё тренер 1992 году баллотировался в Рийгикогу. Позднее состоял в Центристской партии, а также являлся членом Союза селян. В 1999 году Убакиви пытался пройти в парламент по спискам Синей партии Эстонии.
В последнее время Убакиви является активным членом партии самостоятельности Эстонии. Он неоднократно критиковал нынешнюю власть страны за геополитическую ориентацию Эстонии на США. В 2014 году Роман Убакиви баллотировался в Европарламент в качестве независимого кандидата.

## Достижения

### Футболиста
- Чемпион Эстонской ССР (1): 1973

### Тренера
- Чемпион Эстонии (2): 1993/94, 1994/95
- Обладатель Кубка Эстонии (1): 1994/95

## Награды
- Кавелер ордена «Красного креста» V степени (2001)
- Обладатель высшей награды Эстонского футбольного союза (2004)